# Guili (Cameroun)
Pour les articles homonymes, voir Guili.
 Guili (ou Gili) est un canton du Cameroun situé à proximité de la frontière avec le Nigeria, dans l'arrondissement de Bourha, le département du Mayo-Tsanaga et la région de l’Extrême-Nord, dont fait partie Guili Centre.

## Population
En 1966-1967, Guili comptait 1 813 habitants, principalement des Bana. À cette date, la localité était dotée d'un marché régional hebdomadaire qui s'y tenait le samedi, ainsi que d'un marché pour l'arachide. On y trouvait une mission et un dispensaire catholiques, ainsi qu'une école publique à cycle incomplet.
Lors du recensement de 2005, on a dénombré 33 072 personnes pour le canton et 3 141 pour Guili Centre.